# Luperocida kabakovi
Luperocida kabakovi là một loài bọ cánh cứng trong họ Chrysomelidae. Loài này được Medvedev & Dang miêu tả khoa học năm 1981.